# Euthore munda
Euthore munda – gatunek ważki z rodziny Polythoridae. Występuje w północno-zachodniej Ameryce Południowej – na zboczach gór Ekwadoru od strony Pacyfiku.